# グレゴリー・ホブリット
グレゴリー・ホブリット （Gregory Hoblit, 1944年11月27日 - ）は、アメリカ合衆国の映画監督・プロデューサー。

## 人物
テキサス州アビリーンで生まれ。カリフォルニア州で育つ。

## 主な作品

### 映画
- 真実の行方 Primal Fear (1996)
- 悪魔を憐れむ歌 Fallen (1998)
- オーロラの彼方へ Frequency (2000)
- ジャスティス Hart's War (2002)
- Fracture（英語版） Fracture (2007) - 日本劇場未公開
- ブラックサイト Untraceable (2008)

### テレビ映画
- 沈黙の裁き Roe vs. Wade (1989)
- 南北戦争前夜（英語版） Class of '61 (1993)

### テレビ
- NYPDブルー NYPD Blue (1993-1995)
- ジ・アメリカンズ The Americans (2014)